# Municipio de Tapalpa
El municipio de Tapalpa es un municipio del estado de Jalisco, México. Su cabecera es la localidad de Tapalpa. Se localiza en la Región Lagunas, aproximadamente a 118 kilómetros de Guadalajara. Su nombre proviene del náhuatl y significa  «Lugar de Tierra de Color», su extensión territorial es de 442,15 km². Según el II Conteo de Población y Vivienda, el municipio tiene 19 506 habitantes y se dedican principalmente al sector primario. Es considerado por la Secretaría de Turismo de México como un pueblo mágico por su belleza, calidez y paisajes naturales.

## Toponimia
Tapalpa procede de la palabra nahuatl  Tlapálpan. Debido a esto, es el resultado de la unión de los vocablos «tlapalli» (tierra de color) y «pan» (sobre); por lo tanto, significa: «lugar de tierra de color», aunque otra interpretación puede ser "tierra alta".

## Historia
Perteneció al señorío de Tzaollan a Zula, gobernado por Cuantoma. El cacicazgo de Tlacpacpan tenía bajo su tutela a un pequeño poblado de muy pocos habitantes llamado Juanacatlán, lugar de cebollas. Estos pueblos fueron habitados por los otomíes, los cuales fueron sometidos por los aztecas a su paso por estas tierras en el siglo XII. Tapalpa participó en la Guerra del Salitre, al lado de Cuantoma, contra los indígenas colimotes quien pretendía apoderarse de las playas de salitre del cacicazgo de Zacoalco. Fueron vencidos en Acatlán y cuando Cuantoma estaba por capitular, se apersonó el rey de Colima con un numeroso ejército, obteniendo la victoria. El monarca colimote avasalló luego a Cuantoma, pasando Tapalpa y Juanacatlán a pertenecer al reino de Colima.
La conquista del poblado la realizó Alonso de Ávalos. Este hizo creer a Cuantoma que los independizaría del rey de Colima, logrando con esto que le prestara obediencia y así Ávalos empadronó a los pueblos de Tapalpa, Juanacatlán y los demás, quedando comprendidos dentro de la Provincia de Ávalos que a su vez quedó sujeta al gobierno virreinal de la Nueva España. Poco después de ser conquistados, entre los años 1531 y 1532 llegaron fray Martín de Jesús y Fray Juan de Padilla, quienes los evangelizaron.
Desde 1825 perteneció al 4.º cantón de Sayula; en 1838 tiene categoría de pueblo. Hasta el 21 de febrero de 1891 se menciona como municipio en el decreto que segrega a Juanacatlán de Atemajac de las Tablas y lo anexa al municipio de Tapalpa. Se estableció ayuntamiento por decreto del 8 de abril de 1844 y se le dio categoría de Villa el 11 de mayo de 1878.
En 1864 vio pasar a las tropas francesas en su avance hacia Colima, lugar estratégico que deseaban controlar. Lo hicieron rápidamente, sin encontrar resistencia. Pero la guerra de guerrillas poco a poco fue mermando al ejército francés, de tal suerte que, cuando en 1867 los franceses comenzaron a abandonar México, habían sufrido muchas derrotas y perdido infinidad de hombres.

## Geografía física

### Ubicación
Tapalpa se encuentra en el suroeste de Jalisco, en las coordenadas 19°36’49" a 20°05’54" de latitud norte y 103°36’20" a los 103°54’00" de longitud oeste; a una altitud de 2070 metros sobre el nivel del mar.
El municipio colinda al norte con los municipios de Chiquilistlán y Atemajac de Brizuela; al este con los municipios de Techaluta de Montenegro, Amacueca y Sayula; al sur con los municipios de Sayula, San Gabriel y Tonaya; al oeste con los municipios de Tonaya y Chiquilistlán.

### Orografía

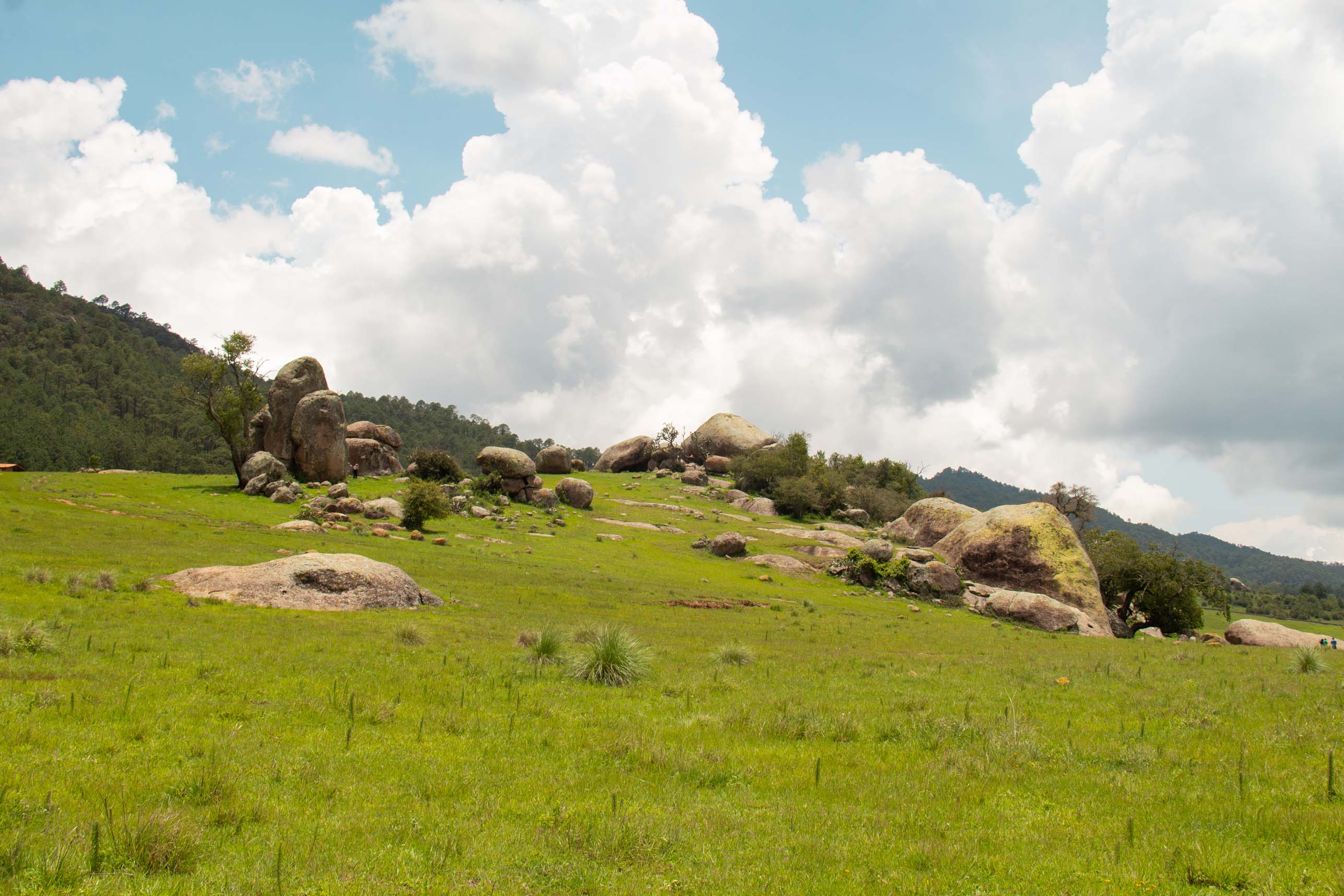
Orografía de Tapalpa

Este municipio es montañoso, ya que está cruzado por la sierra de Tapalpa. Las zonas accidentadas (74%) se encuentran al norte, sur y oeste de la cabecera municipal. Hay zonas semiplanas (34%) al norte y al sur, y zonas planas (19%) al suroeste y este. Sus elevaciones principales son los cerros: Alcantarilla, Zacate, El Divisadero, La Huerta, La Palma, Otate Chino, La Peña de San Pablo, El Tablón y La Vieja. También existen cañones y buttes.

#### Suelo
El territorio está constituido por terrenos del período terciario. La composición de los suelos es de tipos predominantes feozem, cambisol y regosol. El municipio tiene una superficie territorial de 44,215 hectáreas, de las cuales 14,077 son utilizadas con fines agrícolas, 8,593 en la actividad pecuaria, 17,735 son de uso forestal y 107 son suelo urbano, no especificándose el uso de 3,583. En lo que a la propiedad se refiere, una extensión de 17,448 hectáreas es privada y otra de 23,184 es ejidal; no extiendo propiedad comunal. De 3,583 hectáreas no se especifica el tipo de propiedad.

### Hidrografía
Sus recursos hidrológicos son proporcionados por los ríos: Tapalpa y Ferrería; por los arroyos: Los Sauces, El Capulín, El Rincón, Las Piedras, El Carrizalillo, Agua Escondida, Las Animas, Jarrillas, Yerbabuena y Los Alacranes; además hay un sinnúmero de pequeños manantiales que brotan en la sierra y que abastecen de agua a varias localidades. También se encuentran las presas de Laguna Grande y Ferrería de Tula.

### Clima
El clima es templado, con otoño, invierno y primavera secos, y semicálido. La temperatura media anual es de 15.2°C, la temperatura máxima es de 30.5 , aunque se pueden registrar temperaturas mínimas de 4 °C bajo cero. El régimen de lluvias se registra entre los meses de junio y octubre, contando con una precipitación media de 1,109milímetros. Los vientos dominantes son en dirección del este y noroeste.

## Flora y fauna
Su vegetación se compone básicamente de: Pino, Roble, Encino, Fresno, Cedro, Oyamel, madroño, Nopal, Huizache, Eucalipto, Palo Dulce y Granjeno.
La fauna se compone del venado, las liebres, los pumas, el conejo, el armadillo, la serpiente, la ardilla, el tigrillo, yaguarundí, jaguar, y uapiti, algunos arácnidos y reptiles, así como una inmensa variedad de aves y de mariposas.

## Economía

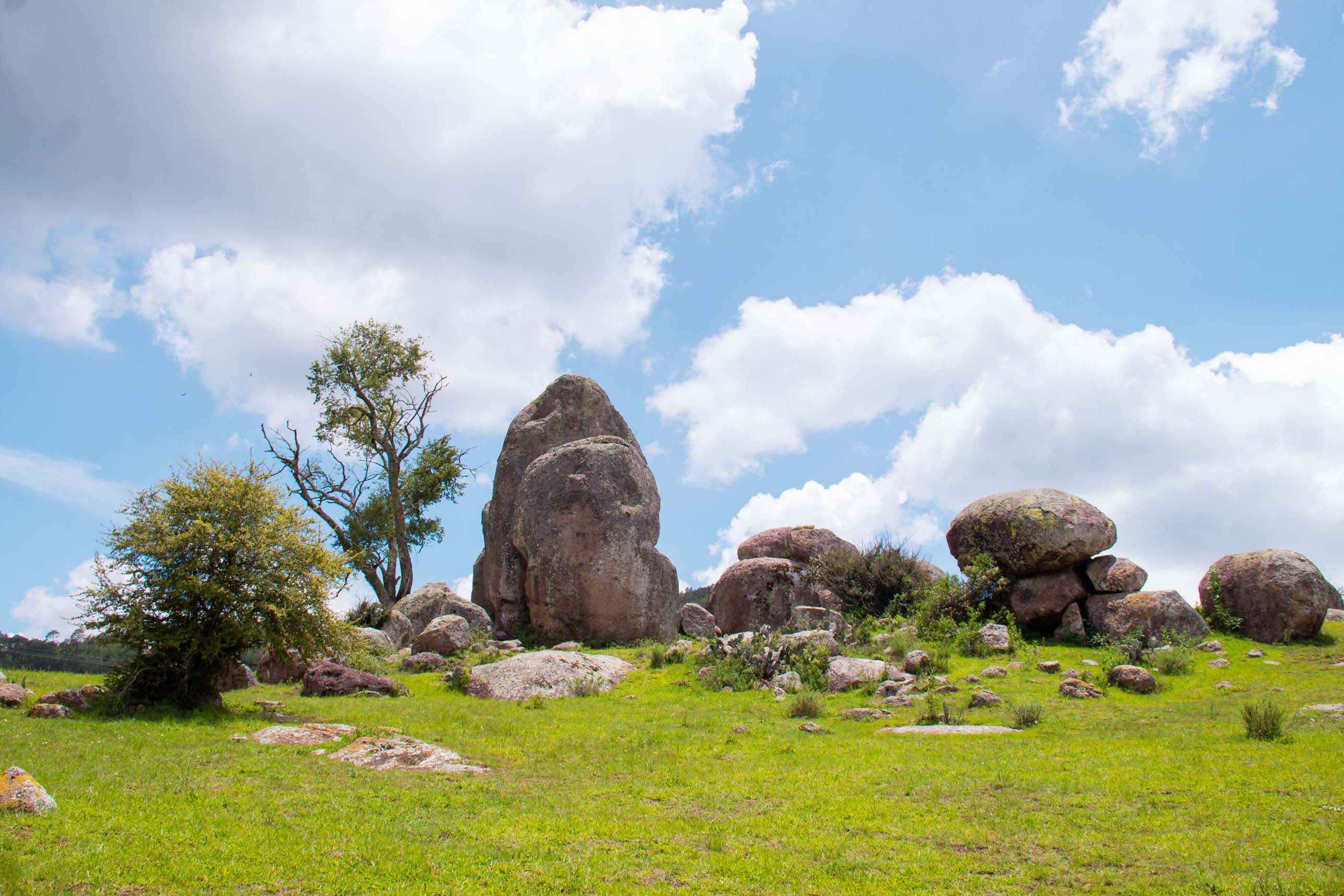

El 36.44% de los habitantes se dedica al sector primario, el 30.12% al sector secundario, el 30.16% al sector terciario y el resto no se específica. El 32.82% se encuentra económicamente activa. Las principales actividades económicas son: agricultura, silvicultura, pesca, ganadería, comercio y servicios.

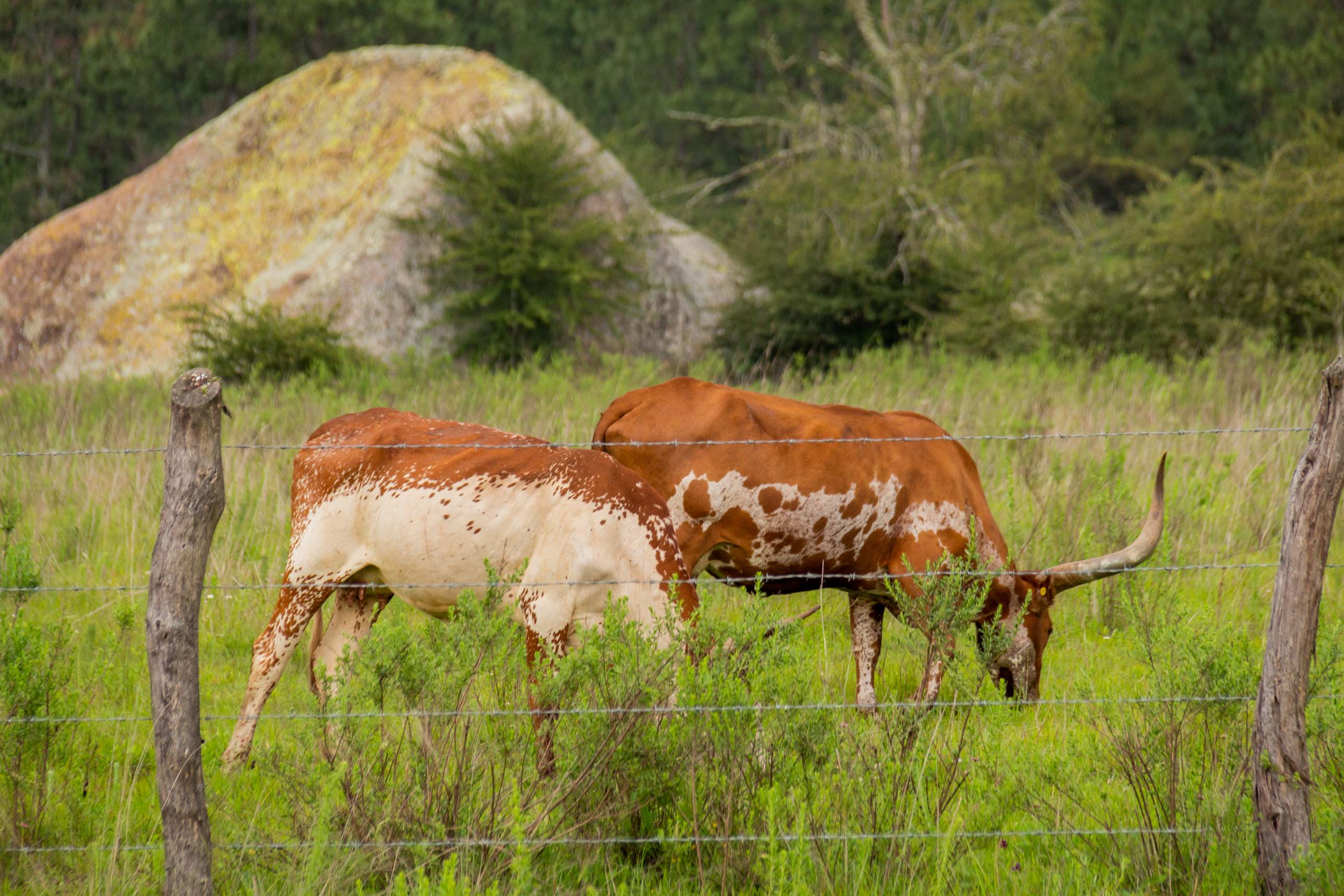

- Agricultura: se cultiva pepinos acelgas y maíz, avena, cebada, trigo, fresa, arándano azul, frambuesa, zarzamora, aguacate, papa y árboles frutales como manzana, durazno, capulín, ciruela y uva.

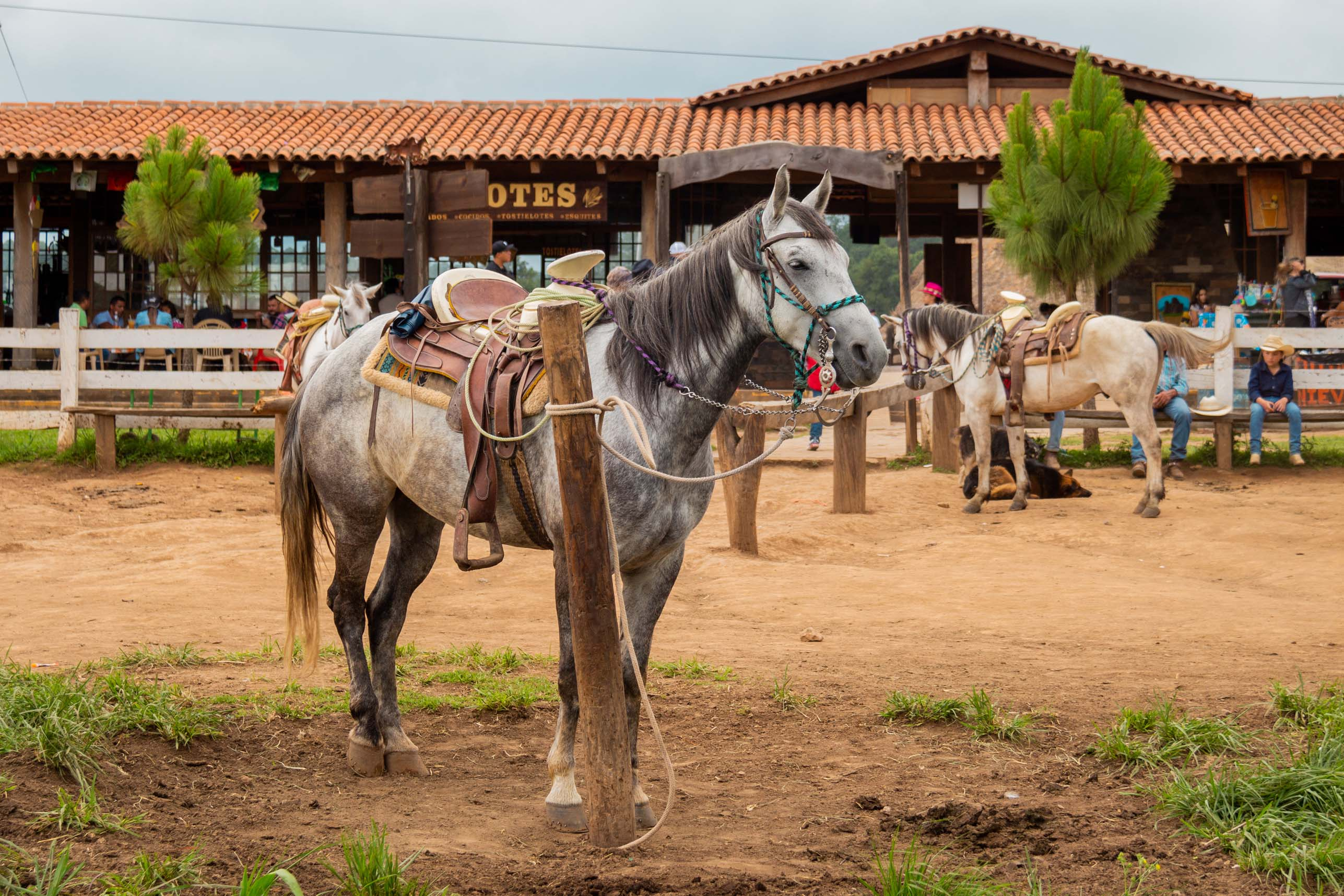

- Ganadería: se cría ganado bovino, porcino y ovino. Además de aves.
- Turismo: posee atractivos arquitectónicos y naturales.
- Comercio: cuenta con restaurantes, mercado y tiendas. Predomina la venta de productos de primera necesidad y los comercios mixtos que venden artículos diversos.
- Servicios: se prestan servicios profesionales, técnicos, comunales, sociales, personales, turísticos y de mantenimiento.
- Pesca: se captura bagre, lobina, mojarra, carpa y trucha.

## Infraestructura
- Educación

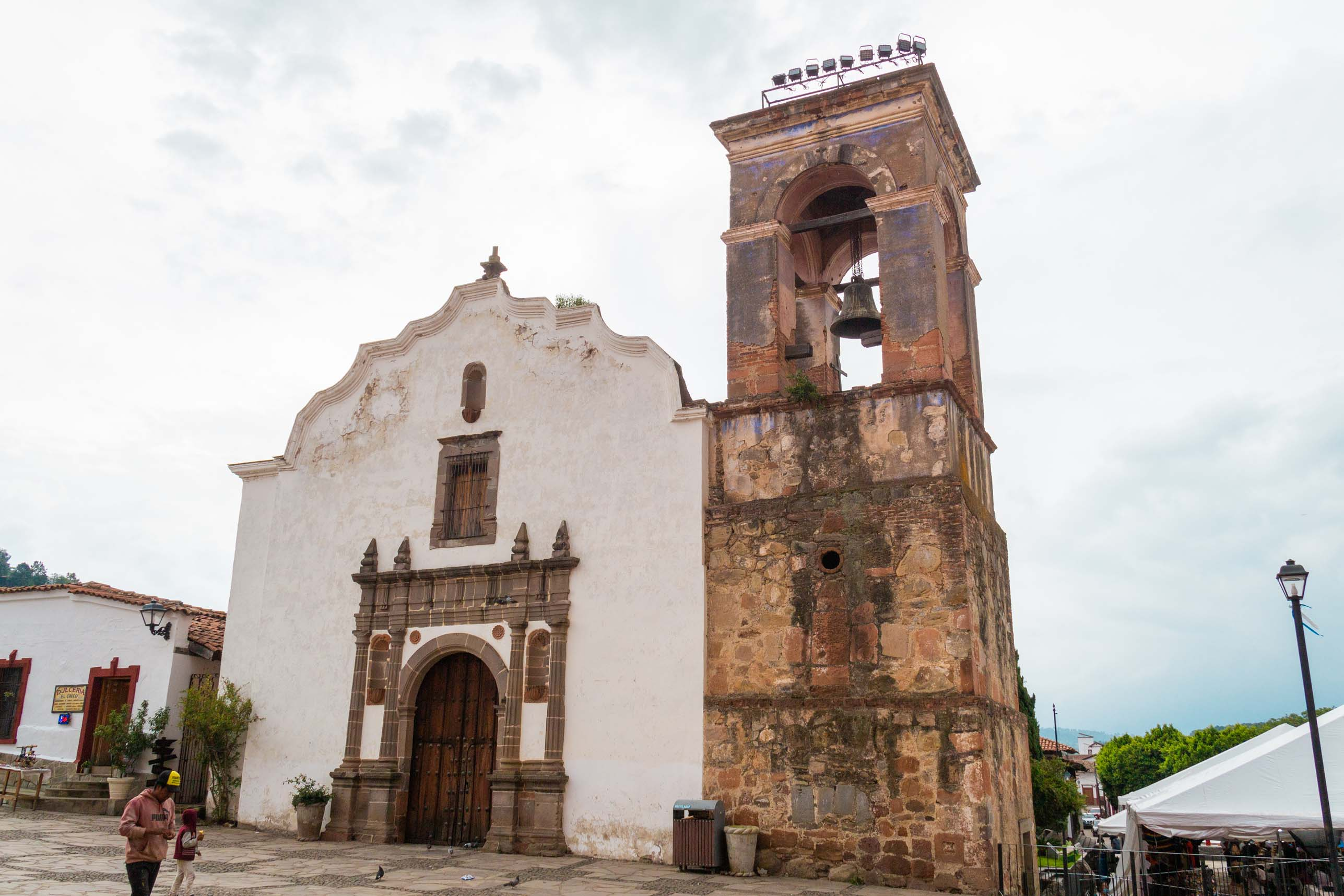
Antigua iglesia de Tapalpa

El 88.06% de la población es alfabeta, de los cuales el 30.7% ha terminado la educación primaria. El municipio cuenta con 26 preescolares, 34 primarias y 7 secundarias.
- Salud

La atención a la salud es atendida por la Secretaría de Salud del estado, el Instituto Mexicano del Seguro Social y médicos particulares.
- Deporte

Cuenta con centros deportivos, en los que se practíca: fútbol (balompié), baloncesto (basquetbol), atletismo y voleibol. Además cuenta con centro culturales, plaza, cine, palenque, museo, parques, jardines y biblioteca.
- Vivienda

Cuenta con 3,296 viviendas, las cuales generalmente son privadas. El 95,24% tiene servicio de electricidad, el 72,12% tiene servicio de drenaje y agua potable. Su construcción es generalmente a base de ladrillo, adobe, concreto y tabique.
- Servicios

El municipio cuenta con servicios de agua potable, alcantarillado, alumbrado público, mercados, rastro, cementerios, vialidad, aseo público, seguridad pública, parques, jardines y centros deportivos.
El 90.3% de los habitantes disponen de agua potable; el 50.1% de alcantarillado y el 61.2% de energía eléctrica.
- Medios y vías de comunicación

Cuenta con servicio de correo, fax, telégrafo, teléfono, servicio de radiotelefonía y señal de radio y televisión. El transporte se efectúa a través de la carretera Guadalajara-Ciudad Guzmán. Cuenta con una red de carreteras rurales que comunican las localidades; hay autobuses públicos y vehículos de alquiler.
Se cuenta con cobertura celular de Telcel; GSM, 3G y LTE. Movistar; GSM y 3G. AT&T (Iusacell y Nextel); GSM, 3G y LTE.

## Demografía
Según el II Conteo de Población y Vivienda, el municipio tiene 16,057 habitantes, de los cuales 7,729 son hombres y 8,328 son mujeres; el 28.24% de la población son indígenas.
| 11,505                     | 12,167 | 15,480 | 16,057 |
| (Fuente: [cita requerida]) |        |        |        |

### Localidades
En el censo de 2020 el municipio de Tapalpa contaba con 94 localidades.
| Código INEGI      | Localidad         | Población (2020) |
| ----------------- | ----------------- | ---------------- |
| 140860001         | Tapalpa           | 5 955            |
| 140860019         | Juanacatlán       | 3 944            |
| 140860004         | Atacco            | 1 760            |
| 140860030         | San Antonio       | 1 050            |
| Otras localidades | Otras localidades | 8 536            |
| Total municipal   | Total municipal   | 21 245           |

### Religión
El 96.34% profesa la religión católica; 0.034% son creyentes de otras religiones y el 0.0027% de los habitantes ostentaron no practicar religión alguna.

## Cultura

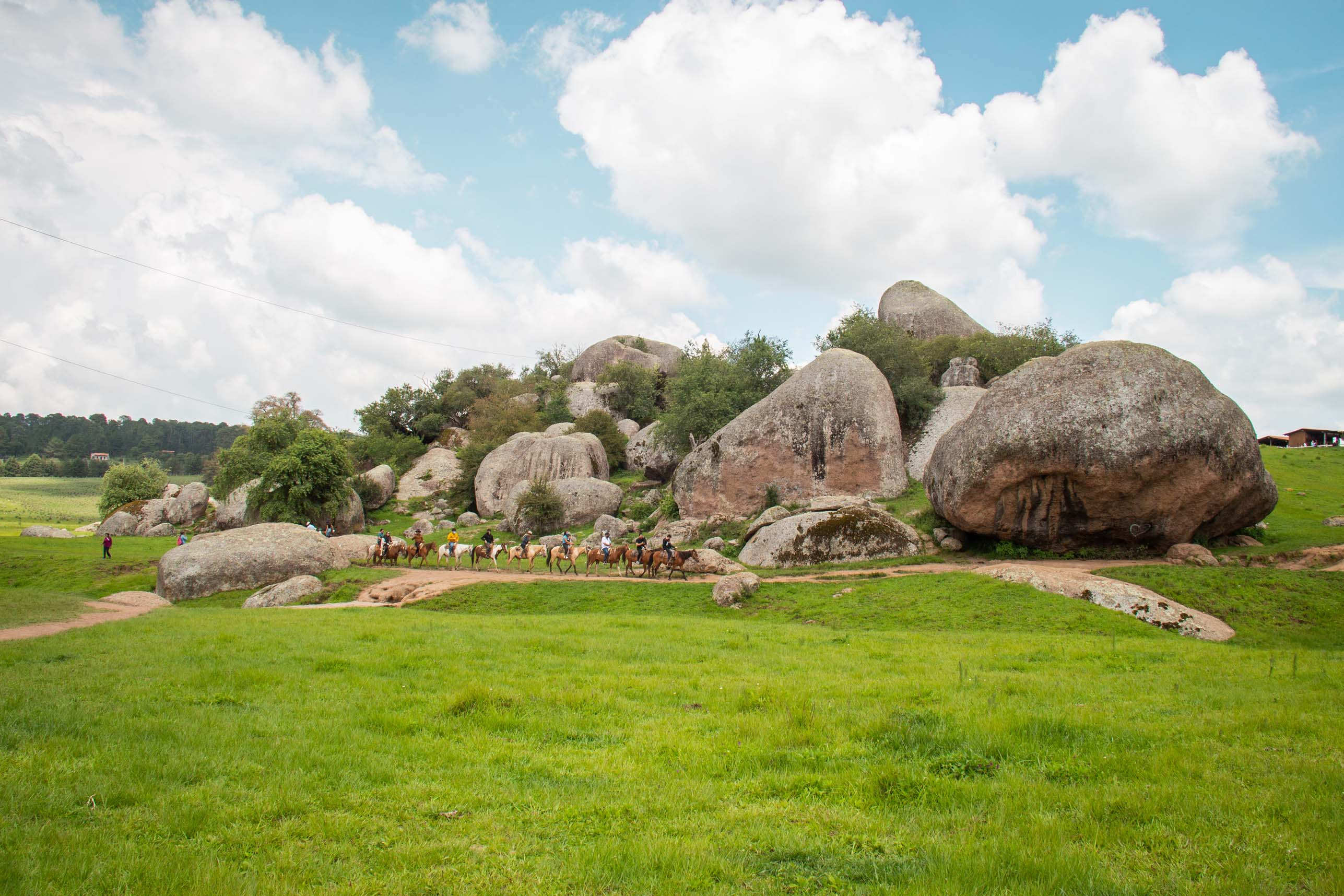
Las piedrotas.

- Artesanía: se producen cobijas, jorongos, morrales, penachos, huaraches, artículos y adornos de madera tallada, bordados y artículos de barro. En el poblado de Juanacatlán, a 11 kilómetros de la cabecera municipal, se extraen lozas de piedra laja de distintos tamaños, muy usada en construcción para revestir fachadas o pisos. Además, artesanos juanacatlecos hacen grabados artísticos con diferentes motivos, sobre trozos de laja de dimensiones mayores a un metro cuadrado. Este lugar, además, es sede de Nuestra Señora De la Defensa, la cual cuenta con el amor y devoción de todos los habitantes del municipio y municipios aledaños, a los que visita regularmente cada año. Esta fervorosa tradición tiene más de 368 años de ininterrumpida celebración, de acuerdo a las acuciosas investigaciones realizadas por el Prof. Fajardo.

El colorido de estas prácticas de los habitantes de la región, son principalmente espectaculares a cada regreso de la Madre Santa a su querido pueblo de Juanacatlán. Se recomienda visitar este poblado todo el año, pero especialmente el primer sábado de septiembre y el primer sábado de noviembre, fechas de dos de los regresos de la milagrosa imagen.
La región es cada vez más conocida y constantemente visitada por millares de turistas cada año, gracias a las actividades de promoción de los gobiernos municipales, del gobierno del estado y del recientemente fallecido tapalpense, Prof. José Fajardo Villalvazo, quien fue el cronista oficial de Tapalpa desde 1986 y hasta agosto de 2013, mes de su sensible fallecimiento.
- Gastronomía: destacan el borrego al pastor, los productos derivados de la leche, las conservas de frutas, los dulces en almíbar, jamoncillos, cajetas; de sus bebidas el mezcal, el rompope, el ponche de frutas y el pulque.
- Trajes típicos: traje de charro para el hombre y vestido de china poblana para la mujer.

### Sitios de interés
| - Parroquia de San Antonio de Tapalpa - Templo de Nuestra Señora de la Merced - Templo de San Antonio - Capilla de la Purísima - Ex Hospital de Indios de Atacco - Industrias forestales de Tapalpa - Casa del Agua - El Salto del Nogal - Las Piedras Agujeradas - Sierra de Tapalpa - Presa del Nogal - Río Tapalpa | - El Cholíque - Agua Escondida - La Lagunilla de Tapalpa - Ferrería del Tula - Cascada del Molino - Eko Park - La Peña Rajada - La Piedra Balanceada - Montaña Los Frailes - Fábrica de papel, data del siglo XIX, primera en su género América Latina - Cañón de Tapalpa - Buttes de tacomo - Las Piedrotas |

### Fiestas
- Fiesta de la Virgen de Guadalupe (1531), del 4 al 13 de enero.[cita requerida]
- La Peregrinación de los hijos ausentes tiene lugar el domingo más cercano al día 12 de enero.
- Fiesta a la Virgen de la Merced, del 21 al 24 de septiembre.
- Tradicional "ramos" cada domingo de ramos
- Novenario de la virgen de la Defensa del 5 al 15 de agosto
- Triduo en honor a san Antonio de Padua del 11 al 13 de julio
- Llegada de la Virgen de la Defensa, el primer sábado de julio de cada año
- Partida de la Virgen de la Defensa, el último sábado de agosto de cada año
- Fiestas Patrias del 13 al 16 de septiembre
- Festival de la Fresa, el segundo fin de semana de febrero de cada año.

## Gobierno
Su forma de gobierno es democrática y depende del gobierno estatal y federal; se realizan elecciones cada tres  años,  cuando se elige al presidente municipal y su cabildo. Actualmente el presidente Municipal es el licenciado Antonio Zamora Velazco, ganador de las elecciones celebradas el 6 de junio de 2021.
El municipio cuenta con 104 localidades, entre las que destacan: Tapalpa (cabecera municipal), Juanacatlán, San Antonio, Atacco, Los Espinos, Ferrería de Tula y Lagunillas.

### Presidentes municipales
| Período               | Presidente municipal                 | Partido político | Nota                             |
| --------------------- | ------------------------------------ | ---------------- | -------------------------------- |
| 1901-1902             | Ramón Ramírez                        |                  |                                  |
| 1903                  | Manuel Preciado                      |                  |                                  |
| 1904-1905             | Ramón Ramírez                        |                  |                                  |
| 1905                  | Camilo González                      |                  |                                  |
| 1906-1907             | Manuel L. Corcuera                   |                  |                                  |
| 1907                  | Alberto Palos                        |                  |                                  |
| 1908                  | Ramón Ramírez                        |                  |                                  |
| 1909                  | Juan F. de la Torre                  |                  |                                  |
| 1910                  | Federico Gálvez                      |                  |                                  |
| 1911                  | Francisco Galindo Ceballos           |                  |                                  |
| 1911                  | Ignacio L. Ramírez                   |                  |                                  |
| 1911                  | Ignacio Preciado                     |                  |                                  |
| 1912-1913             | Ignacio L. Ramírez                   |                  |                                  |
| 1914-1917             | ¿?                                   |                  |                                  |
| 1918                  | Teodoro González                     |                  |                                  |
| 1919-1920             | Catarino L. de la Torre              |                  |                                  |
| 1921                  | Benjamín Contreras                   |                  |                                  |
| 1922                  | Ignacio T. Ramírez                   |                  |                                  |
| 1922                  | Vidal Pérez                          |                  | Interino                         |
| 1922                  | Wilibaldo de la Torre                |                  | Interino                         |
| 1922                  | Guillermo Manzano                    |                  | Interino                         |
| 1923                  | Francisco Manzano                    |                  |                                  |
| 1924                  | Eduardo Vielma                       |                  |                                  |
| 1925                  | J. Clemente Guerrero                 |                  |                                  |
| 1926                  | J. Jesús Valencia                    |                  |                                  |
| 1927                  | J. Santos González                   |                  |                                  |
| 1928-1929             | José Alcaraz                         |                  |                                  |
| 1930-1931             | José Rodríguez Montes de Oca         | PNR              |                                  |
| 1932                  | Desiderio Rodríguez                  | PNR              |                                  |
| 1933                  | José Rodríguez Montes de Oca         | PNR              |                                  |
| 1934-1935             | Francisco Manzano                    | PNR              |                                  |
| 1936                  | Ignacio T. López                     | PNR              |                                  |
| 1937                  | Ignacio T. Ramírez                   | PNR              |                                  |
| 1938                  | Jesús de la Torre                    | PRM              |                                  |
| 1939-1940             | Ignacio T. López                     | PRM              |                                  |
| 1941-1942             | Ángel Manzano de la Torre            | PRM              |                                  |
| 1943-1944             | Francisco Manzano                    | PRM              |                                  |
| 1945-1946             | Cenobio Lepe                         | PRM              |                                  |
| 1947                  | Ignacio T. López                     | PRI              |                                  |
| 1948                  | Miguel de la Torre Aguilar           | PRI              |                                  |
| 1949-1952             | Luis Gómez Méndez                    | PRI              |                                  |
| 1953-1955             | Miguel de la Torre Aguilar           | PRI              |                                  |
| 1956-1958             | Guadalupe Nava López                 | PRI              |                                  |
| 1959-1961             | Miguel de la Torre Aguilar           | PRI              |                                  |
| 1962-1964             | Ángel Manzano de la Torre            | PRI              |                                  |
| 1965-1967             | Ignacio Lepe Munguía                 | PRI              |                                  |
| 1968-1970             | Javier de la Torre López             | PRI              |                                  |
| 1971-1973             | José Luis Toscano                    | PRI              |                                  |
| 1974-1976             | J. Jesús Ávalos Enríquez             | PRI              |                                  |
| 1977-1979             | Rafael Córdova Díaz                  | PRI              |                                  |
| 1980-1982             | Guadalupe Nava López                 | PRI              |                                  |
| 1983-1985             | Luis Arturo Manzano Cueto            | PRI              |                                  |
| 1986-1988             | Antonio Toscano                      | PRI              |                                  |
| 1989-1992             | Rafael Córdova Díaz                  | PRI              |                                  |
| 1992-1995             | Pedro Zamora López                   | PRI              |                                  |
| 1995-1997             | José Luis Arias Rodríguez            | PRI              |                                  |
| 1998-2000             | Arnoldo Zamora Jiménez               | PRI              |                                  |
| 2001-2003             | Ramón García Velasco                 | PRI              |                                  |
| 01/01/2004-31/12/2006 | José Ángel Delgado Rodríguez         | PAN              |                                  |
| 01/01/2007-31/12/2009 | José Guadalupe Homar Ledezma Delgado | PRD PT           | Coalición «Por el Bien de Todos» |
| 01/01/2010-30/09/2012 | Juan Manuel Rubio Pérez              | PRI Panal        | Coalición «Alianza por Jalisco»  |
| 01/10/2012-30/09/2015 | Martín Daniel Bacilio                | Panal            |                                  |
| 01/10/2015-30/09/2018 | Antonio Morales Díaz                 | PRD              |                                  |
| 01/10/2018-30/09/2021 | Luz Elvira Manzano Ochoa             | PAN PRD MC       | Coalición «Jalisco al Frente»    |
| 01/10/2021-           | Antonio Zamora Velazco               | MC               |                                  |